# XIII - Il complotto
XIII - Il complotto (XIII - The Conspiracy) è una miniserie televisiva del 2008 diretto da Duane Clark. La miniserie é tratta dal fumetto XIII e da questa miniserie nasce la serie XIII, trasmessa dal 2011 al 2013.

## Trama
Uno sconosciuto con un tatuaggio raffigurante il numero 13 viene accusato dell'omicidio della prima presidente donna degli Stati Uniti Sally Sheridan, e questo sconosciuto di nome XIII farà di tutto per scagionarsi.